# Copa de Alemania 2004-05
La Copa de Alemania 2004-05 fue la 62ª edición del torneo de copa de fútbol más importante de Alemania organizado por la Asociación Alemana de Fútbol que se jugó del 20 de agosto de 2004 al 28 de mayo de 2005 y que contó con la participación de 64 equipos.
El FC Bayern de Múnich venció al FC Schalke 04 en la final jugada en el Olympiastadion para ganar su 12.º copa nacional.

## Resultados

### Primera Ronda
| 20-8-2004              |      |                          |               |
| SV Werder Bremen II    | 1–2  | MSV Duisburg             |               |
| FC Teningen            | 1–2  | 1. FC Nürnberg           |               |
| FC St. Pauli           | 1–3  | FC Energie Cottbus       |               |
| Kickers Offenbach      | 1–2  | LR Ahlen                 |               |
| Jahn Regensburg II     | 1–3  | SpVgg Unterhaching       |               |
| Eintracht Braunschweig | 1–0  | Wacker Burghausen        | (AET)         |
| 21-8-2004              |      |                          |               |
| 1. FC Saarbrücken      | 1–4  | 1. FC Köln               |               |
| Fortuna Düsseldorf     | 1–3  | VfL Bochum               |               |
| VfB Lübeck             | 0–1  | Borussia Dortmund        |               |
| VfL Osnabrück          | 3–2  | Erzgebirge Aue           |               |
| FC Rot-Weiß Erfurt     | 0–1  | Eintracht Frankfurt      |               |
| 1. FC Union Berlin     | 0–4  | SC Freiburg              |               |
| SC Paderborn 07        | 4–2  | Hamburger SV             |               |
| Jahn Regensburg        | 0–2  | SV Werder Bremen         |               |
| FC Schönberg 95        | 0–15 | 1. FC Kaiserslautern     |               |
| Hannover 96 II         | 0–3  | Rot-Weiß Oberhausen      |               |
| TSV Völpke             | 0–6  | FC Bayern Munich         |               |
| 1. FSV Mainz 05 II     | 1–3  | Bayer 04 Leverkusen      |               |
| TuS Mayen              | 0–6  | VfB Stuttgart            |               |
| FC Carl Zeiss Jena     | 1–2  | SpVgg Greuther Fürth     | (AET)         |
| Hertha BSC II          | 0–2  | FC Schalke 04            |               |
| TSG 1899 Hoffenheim    | 1–2  | Hansa Rostock            |               |
| 22-8-2004              |      |                          |               |
| Rot-Weiss Essen        | 0–2  | Alemannia Aachen         |               |
| Dynamo Dresden         | 1–2  | Karlsruher SC            |               |
| FC Bayern Munich II    | 1–1  | Borussia Mönchengladbach | (AET) (6–5 p) |
| SG Wattenscheid 09     | 1–3  | Eintracht Trier          |               |
| VfR Aalen              | 2–5  | 1. FSV Mainz 05          |               |
| TSV 1946 Aindling      | 0–1  | Hertha BSC               |               |
| VfR Neumünster         | 0–3  | Hannover 96              |               |
| 1. FC Köln II          | 2–0  | VfL Wolfsburg            |               |
| Germania Schöneiche    | 1–2  | TSV 1860 München         |               |
| VFC Plauen             | 1–2  | Arminia Bielefeld        |               |

### Segunda Ronda
| 21-9-2004              |     |                      |               |
| SC Paderborn 07        | 2–1 | MSV Duisburg         |               |
| SC Freiburg            | 3–2 | VfL Bochum           | (AET)         |
| Karlsruher SC          | 1–1 | 1. FSV Mainz 05      | (AET) (3–0 p) |
| 1. FC Nürnberg         | 2–3 | LR Ahlen             | (AET)         |
| TSV 1860 Munich        | 0–0 | Eintracht Trier      | (AET) (3-4 p) |
| 1. FC Köln II          | 2–4 | Arminia Bielefeld    |               |
| VfL Osnabrück          | 2–3 | FC Bayern Munich     |               |
| 22-9-2004              |     |                      |               |
| Eintracht Frankfurt    | 4–2 | SpVgg Greuther Fürth | (AET)         |
| FC Energie Cottbus     | 2–2 | Hannover 96          | (AET) (4-5 p) |
| Rot-Weiß Oberhausen    | 0–2 | VfB Stuttgart        |               |
| Eintracht Braunschweig | 3–2 | Hertha BSC           |               |
| 1. FC Kaiserslautern   | 4–4 | FC Schalke 04        | (AET) (3-4 p) |
| FC Bayern Munich II    | 2–1 | Alemannia Aachen     |               |
| 1. FC Köln             | 3–3 | Hansa Rostock        | (AET) (2-4 p) |
| Borussia Dortmund      | 3–1 | SpVgg Unterhaching   |               |
| SV Werder Bremen       | 3–2 | Bayer 04 Leverkusen  |               |

### Tercera Ronda
| 9-11-2004           |     |                        |               |
| SV Werder Bremen    | 3–1 | Eintracht Trier        | (AET)         |
| FC Bayern Munich II | 3–2 | Eintracht Braunschweig |               |
| Arminia Bielefeld   | 4–0 | Karlsruher SC          |               |
| Hannover 96         | 1–0 | Borussia Dortmund      |               |
| 10-11-2004          |     |                        |               |
| SC Paderborn 07     | 2–2 | SC Freiburg            | (AET) (1-4 p) |
| LR Ahlen            | 2–3 | Hansa Rostock          | (AET)         |
| Eintracht Frankfurt | 0–2 | FC Schalke 04          |               |
| FC Bayern Munich    | 3–0 | VfB Stuttgart          |               |

### Cuartos de final
| 1-3-2005            |     |                  |
| Arminia Bielefeld   | 1–0 | Hansa Rostock    |
| FC Schalke 04       | 3–1 | Hannover 96      |
| FC Bayern Munich II | 0–3 | SV Werder Bremen |
| 2-3-2005            |     |                  |
| SC Freiburg         | 0–7 | FC Bayern Munich |

### Semifinales
| 19-4-2005         |     |                  |               |
| FC Schalke 04     | 2–2 | SV Werder Bremen | (AET) (5–4 p) |
| 20-4-2005         |     |                  |               |
| Arminia Bielefeld | 0–2 | FC Bayern Munich |               |

### Final
| 28 de mayo de 2005 | Schalke 04         | 1–2     | Bayern Munich                   | Olympiastadion, Berlin                                    |                                                           |
|                    | Lincoln 45' (pen.) | Reporte | - Makaay 42' - Salihamidžić 76' | Asistencia: 74 349 espectadores Árbitro(s): Florian Meyer | Asistencia: 74 349 espectadores Árbitro(s): Florian Meyer |

### Ficha del partido
| 1          | Guardameta     | Frank Rost          |     |
| 18         | Defensa        | Niels Oude Kamphuis | 46' |
| 5          | Defensa        | Marcelo Bordon      |     |
| 20         | Defensa        | Mladen Krstajić     |     |
| 3          | Defensa        | Levan Kobiashvili   |     |
| 14         | Centrocampista | Gerald Asamoah      |     |
| 2          | Centrocampista | Christian Poulsen   | 82' |
| 17         | Centrocampista | Sven Vermant        |     |
| 10         | Centrocampista | Lincoln             |     |
| 9          | Delantero      | Aílton              | 71' |
| 11         | Delantero      | Ebbe Sand           | 77' |
| Entrenador | Entrenador     | Ralf Rangnick       |     |

| 1          | Guardameta     | Oliver Kahn            |       |
| 2          | Defensa        | Willy Sagnol           | 90+2' |
| 3          | Defensa        | Lúcio                  |       |
| 5          | Defensa        | Robert Kovač           |       |
| 69         | Defensa        | Bixente Lizarazu       |       |
| 6          | Centrocampista | Martín Demichelis      |       |
| 31         | Centrocampista | Bastian Schweinsteiger | 75'   |
| 13         | Centrocampista | Michael Ballack        |       |
| 11         | Centrocampista | Zé Roberto             | 82'   |
| 10         | Delantero      | Roy Makaay             |       |
| 14         | Delantero      | Claudio Pizarro        |       |
| Entrenador | Entrenador     | Felix Magath           |       |

| 6  | Centrocampista | Hamit Altintop  | 46' |
| 26 | Delantero      | Mike Hanke      | 71' |
| 16 | Defensa        | Darío Rodríguez | 82' |

| 20 | Centrocampista | Hasan Salihamidžić | 75'   |
| 8  | Centrocampista | Torsten Frings     | 82'   |
| 26 | Centrocampista | Sebastian Deisler  | 90+2' |

| Anotado · Penal | 45' | Lincoln | 1-1 |

| Anotado | 42' | Roy Makaay         | 0-1 |
| Anotado | 76' | Hasan Salihamidžić | 1-2 |

| Amonestado | 23' | Sven Vermant       |  |
| Amonestado | 51' | Christian Poulsen  |  |
| Amonestado | 63' | Hamit Altintop     |  |
| Amonestado | 79' | Mladen Krstajić    |  |
| Amonestado | 83' | Levan Kobiashvilli |  |

| Amonestado | 7'  | Michael Ballack   |  |
| Amonestado | 19' | Martín Demichelis |  |
| Amonestado | 90' | Roy Makaay        |  |

| Árbitro             | Florian Meyer  |
| Árbitros asistentes | Thomas Frank   |
| Árbitros asistentes | Carsten Kadach |
| Cuarto árbitro      | Uwe Kemmling   |

| 1          | Guardameta     | Frank Rost          |     |
| 18         | Defensa        | Niels Oude Kamphuis | 46' |
| 5          | Defensa        | Marcelo Bordon      |     |
| 20         | Defensa        | Mladen Krstajić     |     |
| 3          | Defensa        | Levan Kobiashvili   |     |
| 14         | Centrocampista | Gerald Asamoah      |     |
| 2          | Centrocampista | Christian Poulsen   | 82' |
| 17         | Centrocampista | Sven Vermant        |     |
| 10         | Centrocampista | Lincoln             |     |
| 9          | Delantero      | Aílton              | 71' |
| 11         | Delantero      | Ebbe Sand           | 77' |
| Entrenador | Entrenador     | Ralf Rangnick       |     |

| 1          | Guardameta     | Oliver Kahn            |       |
| 2          | Defensa        | Willy Sagnol           | 90+2' |
| 3          | Defensa        | Lúcio                  |       |
| 5          | Defensa        | Robert Kovač           |       |
| 69         | Defensa        | Bixente Lizarazu       |       |
| 6          | Centrocampista | Martín Demichelis      |       |
| 31         | Centrocampista | Bastian Schweinsteiger | 75'   |
| 13         | Centrocampista | Michael Ballack        |       |
| 11         | Centrocampista | Zé Roberto             | 82'   |
| 10         | Delantero      | Roy Makaay             |       |
| 14         | Delantero      | Claudio Pizarro        |       |
| Entrenador | Entrenador     | Felix Magath           |       |

| 6  | Centrocampista | Hamit Altintop  | 46' |
| 26 | Delantero      | Mike Hanke      | 71' |
| 16 | Defensa        | Darío Rodríguez | 82' |

| 20 | Centrocampista | Hasan Salihamidžić | 75'   |
| 8  | Centrocampista | Torsten Frings     | 82'   |
| 26 | Centrocampista | Sebastian Deisler  | 90+2' |

| Anotado · Penal | 45' | Lincoln | 1-1 |

| Anotado | 42' | Roy Makaay         | 0-1 |
| Anotado | 76' | Hasan Salihamidžić | 1-2 |

| Amonestado | 23' | Sven Vermant       |  |
| Amonestado | 51' | Christian Poulsen  |  |
| Amonestado | 63' | Hamit Altintop     |  |
| Amonestado | 79' | Mladen Krstajić    |  |
| Amonestado | 83' | Levan Kobiashvilli |  |

| Amonestado | 7'  | Michael Ballack   |  |
| Amonestado | 19' | Martín Demichelis |  |
| Amonestado | 90' | Roy Makaay        |  |

| Árbitro             | Florian Meyer  |
| Árbitros asistentes | Thomas Frank   |
| Árbitros asistentes | Carsten Kadach |
| Cuarto árbitro      | Uwe Kemmling   |

| DFB Pokal Trophy                  |
|                                   |
| Bayern Múnich Campeón 12.° título |